# Мива Јонецу
Мива Јонецу (јап. 米津 美和; 4. децембар 1979) јапанска је фудбалерка.

## Репрезентација
За репрезентацију Јапана дебитовала је 2009. године. За тај тим одиграла је 2 утакмице.

## Статистика
| Јапан  | Јапан | Јапан |
| Год.   | Ута.  | Гол.  |
| ------ | ----- | ----- |
| 2009   | 2     | 0     |
| Укупно | 2     | 0     |